# Azteca paraensis
Azteca paraensis är en myrart som beskrevs av Auguste-Henri Forel 1904. Azteca paraensis ingår i släktet Azteca och familjen myror.

## Underarter
Arten delas in i följande underarter:
- A. p. bondari
- A. p. paraensis